# Reteporella laevigata
Reteporella laevigata är en mossdjursart som först beskrevs av Campbell Easter Waters 1904.  Reteporella laevigata ingår i släktet Reteporella och familjen Phidoloporidae. Inga underarter finns listade i Catalogue of Life.